# National Print Museum
National Print Museum er et museum i Beggar's Bush, Dublin, Irland, der indsamler og udstiller genstande med relation til bogtryk, eksempler på tryk og samt viden om bugtrykkekunsten. Samlingen inkluderer over 10.000 genstande. Museet blev åbnet i 1996.